# Баја (Жиронда)
Баја (фр. Bayas) насеље је и општина у југозападној Француској у региону Аквитанија, у департману Жиронда која припада префектури Либурн.
По подацима из 2011. године у општини је живело 446 становника, а густина насељености је износила 41,22 становника/km². Општина се простире на површини од 10,82 km². Налази се на средњој надморској висини од 82 метара (максималној 81 m, а минималној 8 m).

## Демографија
| 1962. | 1968. | 1975. | 1982. | 1990. | 1999. | 2011. |
| ----- | ----- | ----- | ----- | ----- | ----- | ----- |
| 320   | 351   | 318   | 359   | 447   | 420   | 446   |

График промене броја становника у току последњих година